# Senegalit
Senegalit – bardzo rzadki minerał, będący uwodnionym fosforanem glinu.
Nazwany w 1976 r. na cześć miejsca, gdzie został odkryty, złoża żelaza  położonego w dolinie Faleme we wschodnim Senegalu.

## Właściwości
Krystalizuje w układzie rombowym. Wykształca kryształy o pokroju tabliczkowym i płaskim oraz narosłe. Występuje w skupieniach promienistych, kulistych, groniastych i jako naskorupienia. Jest minerałem kruchym i przezroczystym. Zazwyczaj bezbarwny, biały lub zielony. Posiada szklisty połysk i biała rysę. Okazy zielone wystawione na światło dzienne stają się z czasem żółtawe. Tworzy szereg izomorficzny z bulachitem.

## Występowanie
Występuje w zasobnych w fosfor strefach przeobrażeń hipergenicznych złóż manganu oraz w strefie utleniania złóż rud żelaza. Towarzyszą mu najczęściej turkus, augelit, wavellit, crandallit, kalcyt, goethyt, sporadycznie limonit i waryscyt. 

## Miejsce występowania
Jest minerałem bardzo rzadkim. Jego typową lokalizacją jest region Kédougou w Senegalu. Występuje także w brazylijskich stanach Maranhão, Minas Gerais oraz Pará. Senegalit wykształca małe, bezbarwne do jasnozielono-żółtych kryształy tworząc geody z turkusem, augelitem i wawellitem w limonicie.